# Waschhaus (Champlan)

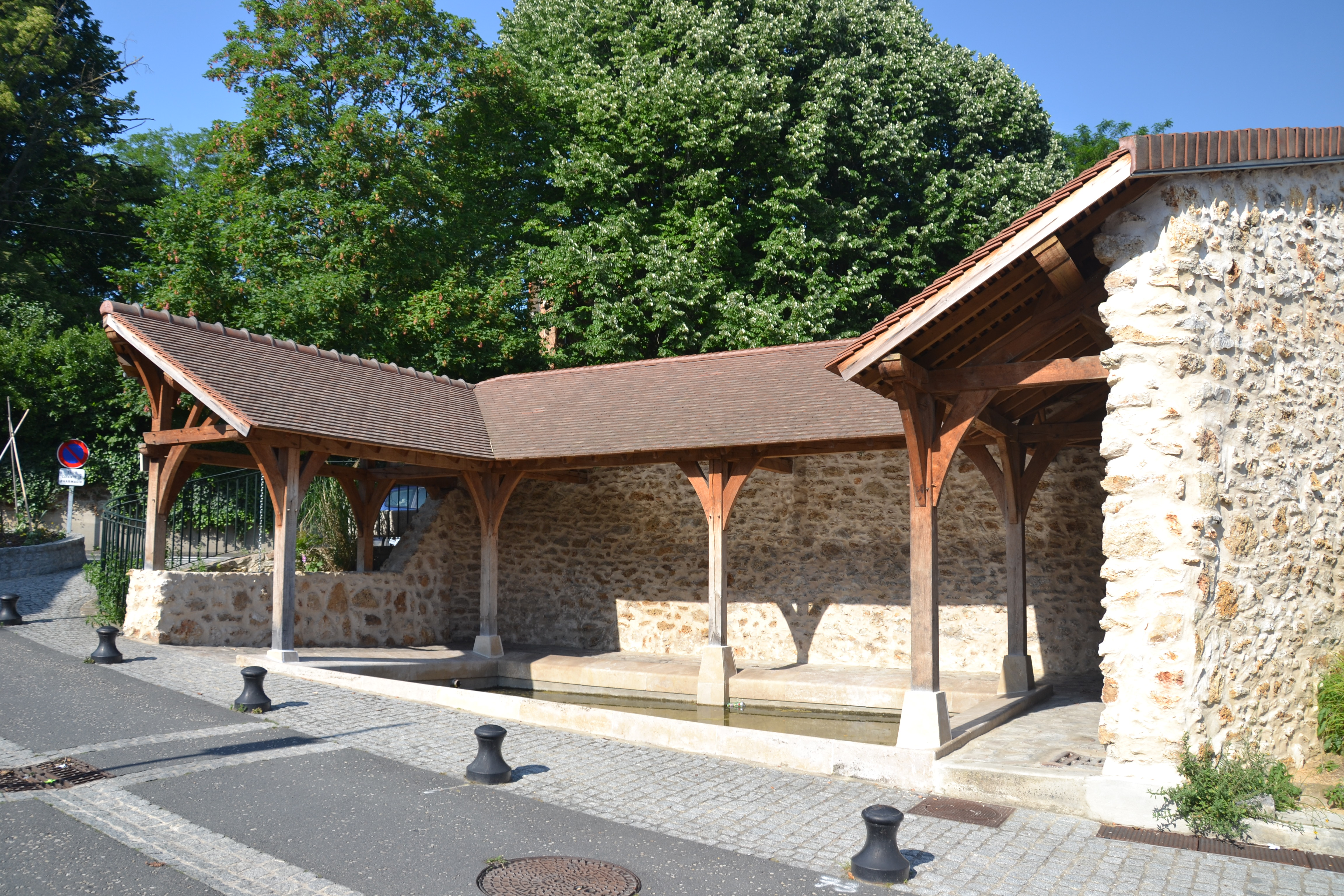
Waschhaus in Champlan

Das Waschhaus (französisch lavoir) in Champlan, einer französischen Gemeinde im Département Essonne in der Region Île-de-France, wurde nach 1843 errichtet.  
Das öffentliche Waschhaus an der Rue du Trou Mahet wurde durch das Geschenk des Grundstücks von Madame Verdier de la Carbonnière ermöglicht. 
Das dreiseitige Pultdach schützte die Wäscherinnen. Das Waschhaus soll noch Anfang der 1990er Jahre genutzt worden sein.